# Anilocra laevis
Anilocra laevis es una especie de crustáceo isópodo marino del género Anilocra, familia Cymothoidae.
Fue descrita científicamente por Miers en 1878.

## Distribución
Esta especie se encuentra en el mar Caribe, Perú y el Atlántico tropical.